# Blaues Haus (Hofheim am Taunus)

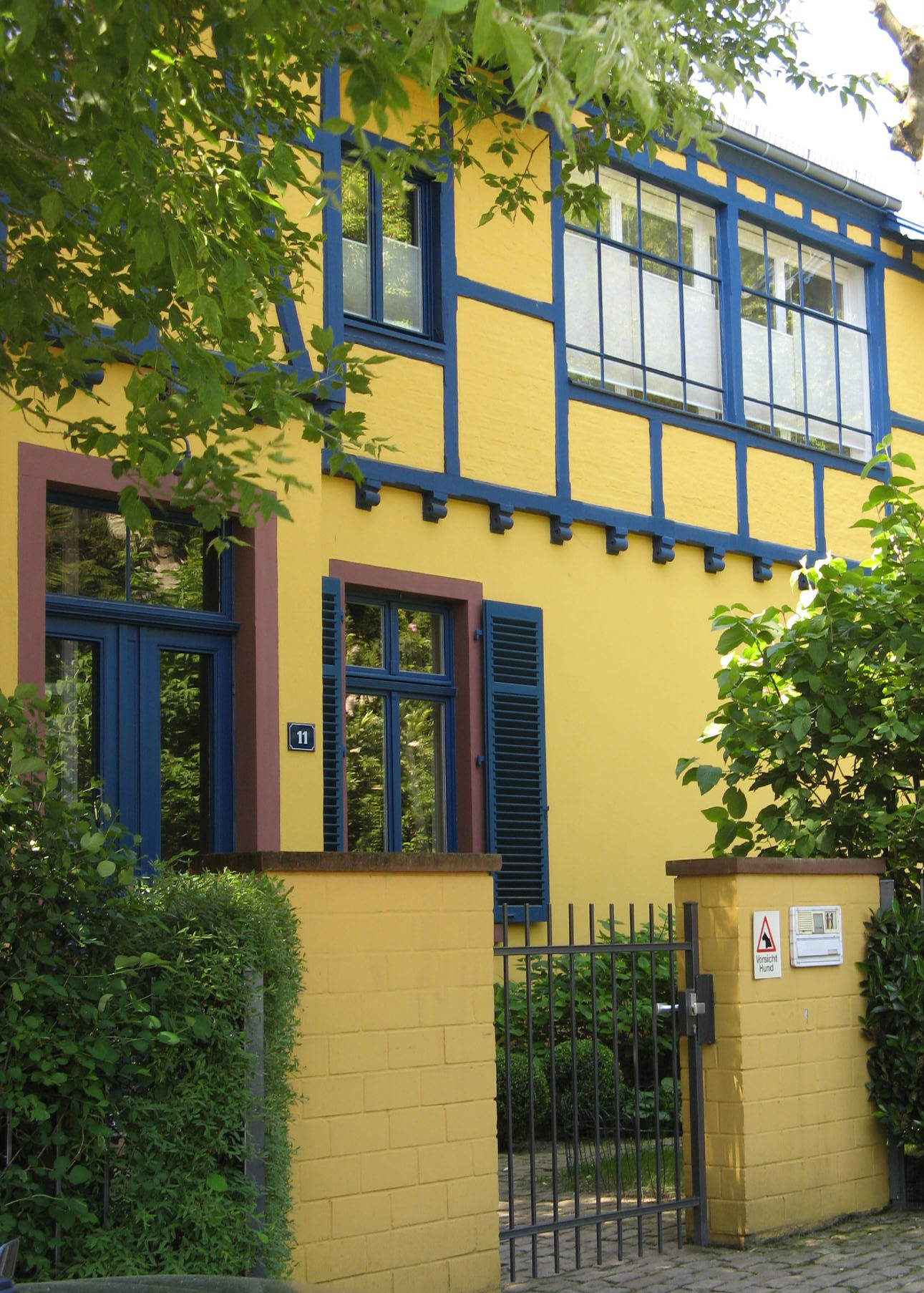
Das Blaue Haus, Kapellenstr. 11 in Hofheim am Taunus

Das Blaue Haus in Hofheim am Taunus war das Arbeitsdomizil vieler namhafter Künstler; in den Zeiten des Nationalsozialismus nutzten vom Regime verfemte Künstler das „nur Eingeweihten bekannt(e)“ Haus der Malerin und Kunstsammlerin Hanna Bekker vom Rath als Rückzugsort. In den Nachkriegszeiten bis zum Jahr 1983 war das Haus „ein Zentrum des deutschen Expressionismus“, in das die Hausherrin „kulturell interessiertes Publikum“ einlud.

## Geschichte
Im Jahr 1920 erwarb Hanna Bekker vom Rath mit ihrem Mann, dem Musikschriftsteller und -kritiker Paul Bekker, den Landsitz am Kapellenberg von Albert Blank und seiner Schwester Laura Brüning, die das Haus 1881 errichtet hatten. Hier lebte Hanna Bekker 60 Jahre.

### Beschreibung des Hauses
Bei dem in einem „Parkgrundstück“ liegenden Haus „mit dem blauen“ Fachwerk handelt es sich um ein Gebäude der „Gründerzeit“, dem zur Gartenseite hin eine großzügige Terrasse angegliedert ist. Namensgebend für das Blaue Haus waren der „markante Anstrich mit dem blauen Fachwerk und den gelben Kissen“.
Else Meidner, die Frau des Künstlers Ludwig Meidner, erinnerte sich aus ihrem Londoner Exil in einem Brief vom 20. April 1949 an den Garten am Blauen Haus und erwähnt ein Brünnchen, eine Rotbuche und den „leuchtenden roten Mohn“.
Starken Eindruck machte auf viele Besucher das sog. „Rote Zimmer“, das seinen Namen von der tiefroten Wandfarbe hatte, vor der die expressionistischen Werke der Gäste Hanna Bekker vom Raths zu besonderer Geltung kamen. Die Reaktionen reichten von „Erschrecken“ bis zu wohltuender „Wärme“.
Im obersten Stockwerk „lag Hanna Bekkers Atelier“ mit einer kleinen Wohnung und einer „winzigen Küche“, wo die Hausbesitzerin die Mahlzeiten für sich und ihre Gäste zubereitete. „In der Bel Etage gab es einige Räume der Gastlichkeit und der Repräsentation, das Rote Zimmer als den großen Salon, eine Bibliothek und eine Art Gartenzimmer, von dem aus man auf die hölzerne Terrasse treten“ konnte.

### Name des Blauen Hauses
Die Künstlerin Ida Kerkovius schloss einen Brief vom 29. Mai 1925 an Hanna Bekker mit den Worten „grüßen Sie mir Ihr ganzes liebes, blaues Haus u. all seine Einwohner“ und wurde durch diesen Briefpassus höchstwahrscheinlich zur Stifterin des Namens Blaues Haus.

### Inneneinrichtung
Im „Blauen und Roten Zimmer, in Bibliothek und Esszimmer, im Atelier und sogar im Schlafzimmer“ lebte die Hausherrin unter „mehr als 500 klassisch moderne(n) Werke und weitere(n) 300 Kunstobjekte“ und baute sich eine der „bedeutsamsten Sammlungen des deutschen Expressionismus“ auf, in der Ernst Ludwig Kirchner, Erich Heckel und Karl Schmidt-Rottluff mit Holzschnitten exemplarisch vertreten waren.

### Anschrift
Das Blaue Haus liegt in der Kapellenstraße 11 in Hofheim am Taunus.

## Bedeutung
Das Blaue Haus in Hofheim kann als Ort der deutschen Kunst und Kunstgeschichte nicht überbewertet werden; es war für die Region und die deutsche Kunstlandschaft ein „Grundstein für künstlerisches Leben“ und tritt durchaus an die Seite anderer Künstlerorte wie das „Ostseebad Ahrenshoop“. Der Kunsthistoriker Lucius Grisebach schrieb 1984, in Kunstkreisen sei der Name Hofheim durch das Wirken Hanna Bekkers „zum Synonym für (deren) Welt und ihr Haus dort“ geworden.

### Ort der Kunst
Das später Blaues Haus genannte Gebäude entwickelte sich ab 1920 zum zeitweiligen Arbeitsdomizil vieler namhafter Künstler und „zu einem Treffpunkt für Schriftsteller, Musiker, Schauspieler, Politiker und viele andere.“

### Künstler zu Gast
Zu unterschiedlichen Zeiten bot das gastfreundliche Haus Künstlern wie Emy Roeder, Willi Baumeister, Ludwig Meidner und Karl Schmidt-Rottluff, Erich Heckel und Ernst Wilhelm Nay ein Obdach und einen Schutzraum für sorgenfreies Leben und Schaffen. Hanna Bekker vom Rath wusste den Gästen „erholsame Tage in guter Luft und Hilfe in schweren Zeiten“ zu bereiten. Hierbei gewann „ihr Einsatz für die bedrohten Künstlerfreunde [...] Vorrang vor ihrer eigenen künstlerischen Karriere,“ indem „sie mutig und engagiert viele als entartet verfolgte Künstler“ unterstützte und „heimliche Ausstellungen organisierte.“
Der Künstler und langjährige Freund Hanna Bekkers Karl Schmidt-Rottluff kam beispielsweise 1932 „zum ersten Mal nach Hofheim und kehrte bis 1972 jedes Jahr zurück.“

### Nachkriegszeit
Mit Gründung ihres Frankfurter Kunstkabinetts fanden ab 1947 weitere Künstler zum Kreis der Hanna Bekker vom Rath. Genannt seien hier beispielsweise Ev Grüger und der aus dem Exil zurückkehrende Ludwig Meidner, für den vom Rath im Hofheimer Ortsteil Marxheim eine Werkstatt als Atelier fand.
Nachdem das Haus in der Nachkriegszeit einem breiteren Publikum bekannt wurde, nutzte Hanna Bekker es auch für Konzerte und Zimmertheater-Aufführungen, u. a. wurden das Schauspiel Juana von Georg Kaiser und Der Kammersänger von Frank Wedekind aufgeführt.
Nach ihren Auslandsaufenthalten, die auch das Ziel hatten, deutsche Kunst bekannt zu machen, lud Hanna Bekker oft zu Abenden in ihr Haus ein und schlug die Besucher mit der Schilderung ihrer Reiseerlebnisse in Bann.

### Ausstellungen
Im neu errichteten Stadtmuseum von Hofheim fand von November 1993 bis Februar 1994 eine Ausstellung mit Werken von Hanna Bekker (wie sie selbst ihre Werke signierte) statt, in der auch die Geschichte des Blauen Hauses vorgestellt wurde. Eine weitere wichtige Ausstellung wurde zwischen Oktober 2010 und Februar 2011 ebenfalls vom Stadtmuseum Hofheim unter dem Titel Brücke und Blaues Haus ausgerichtet. Für diese Ausstellung wurde auch ein Rundgang durch die Räume des Blauen Hauses rekonstruiert.

### Heutiger Zustand
Das Haus ist heute in Privatbesitz und kann nicht besichtigt werden. Das Hausinnere wurde seit dem Tod Hanna Bekker vom Raths stark verändert und der Garten umgestaltet. An der Privatnutzung und den Veränderungen an Haus und Garten ist seit 1983, dem Todesjahr von Hanna Bekker vom Rath, die Kritik nicht verstummt: „Die Stadt Hofheim und das Land Hessen verpassen bis heute die Chance,“ das Anwesen „in ihren Besitz zu bringen,“ was besonders verwunderlich ist, da schon 1983 diskutiert worden war, das Haus „als Domizil für das Stadtmuseum“ anzukaufen.